# 886
Раннє Середньовіччя •  Епоха вікінгів •  Золота доба ісламу •  Реконкіста

## Геополітична ситуація
У Візантії завершилося правління Василя I Македонянина, розпочалося правління Лева VI. Каролінзька імперія востаннє об'єднана Карлом III Товстим, але реальна влада належить уже не королю, а грандам. Північ Італії належить Італійському королівству під владою франків, середню частину займає Папська область, герцогства на південь від Римської області незалежні, деякі області на півночі та на півдні належать Візантії, інші окупували сарацини. Піренейський півострів, окрім Королівства Астурія та Іспанської марки, займає Кордовський емірат. Північну частину Англії захопили дани, на півдні править Вессекс. Існують слов'янські держави: Перше Болгарське царство, Велика Моравія, Приморська Хорватія, Київська Русь.
Аббасидський халіфат очолює аль-Мутамід, халіфат втрачає свою могутність. У Китаї править династія Тан. Значними державами Індії є Пала, Пратіхара, Чола. В Японії триває період Хей'ан. На північ від Каспійського та Азовського морів існує Хозарський каганат.
На території лісостепової України в IX столітті літописці згадують слов'янські племена білих хорватів, бужан, волинян, деревлян, дулібів, полян, сіверян, тиверців, уличів. Утворилася Київська Русь. У Північному Причорномор'ї співіснують різні кочові племена, зокрема хозари, алани, тюрки, угри, кримські готи. Херсонес Таврійський належить Візантії.

## Події

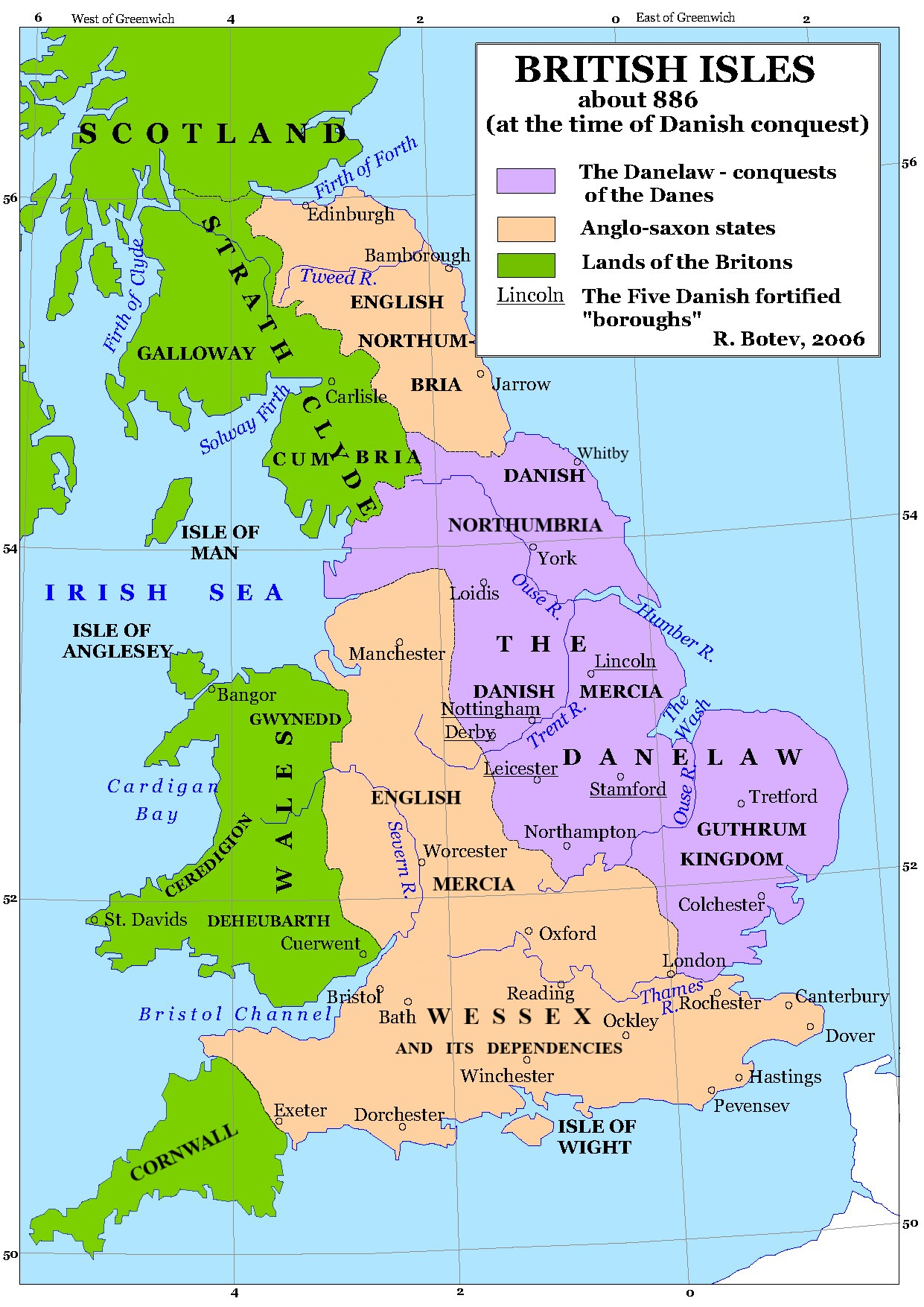
Британія 886 року

- Візантійським василевсом став Лев VI. Він змістив Фотія з патріаршої катедри, замінивши його своїм братом Стефаном.
- Вікінги зняли облогу Парижа після виплати їм відкупу.
- Король Вессексу Альфред Великий відбив у данів Лондон.
- У Болгарії засновано Преславську та Охридську книжкові школи.